# Simbiosi de neteja

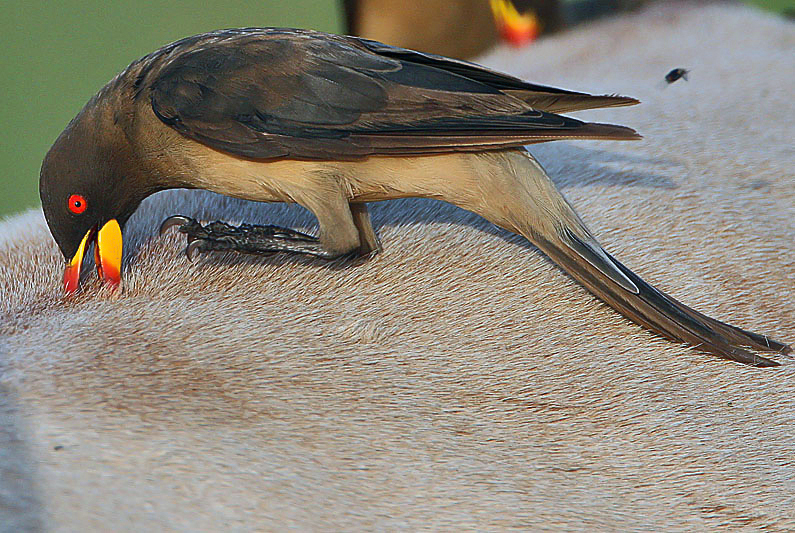
Comportament de neteja de Buphagus africanus damunt d'un gran mamífer.

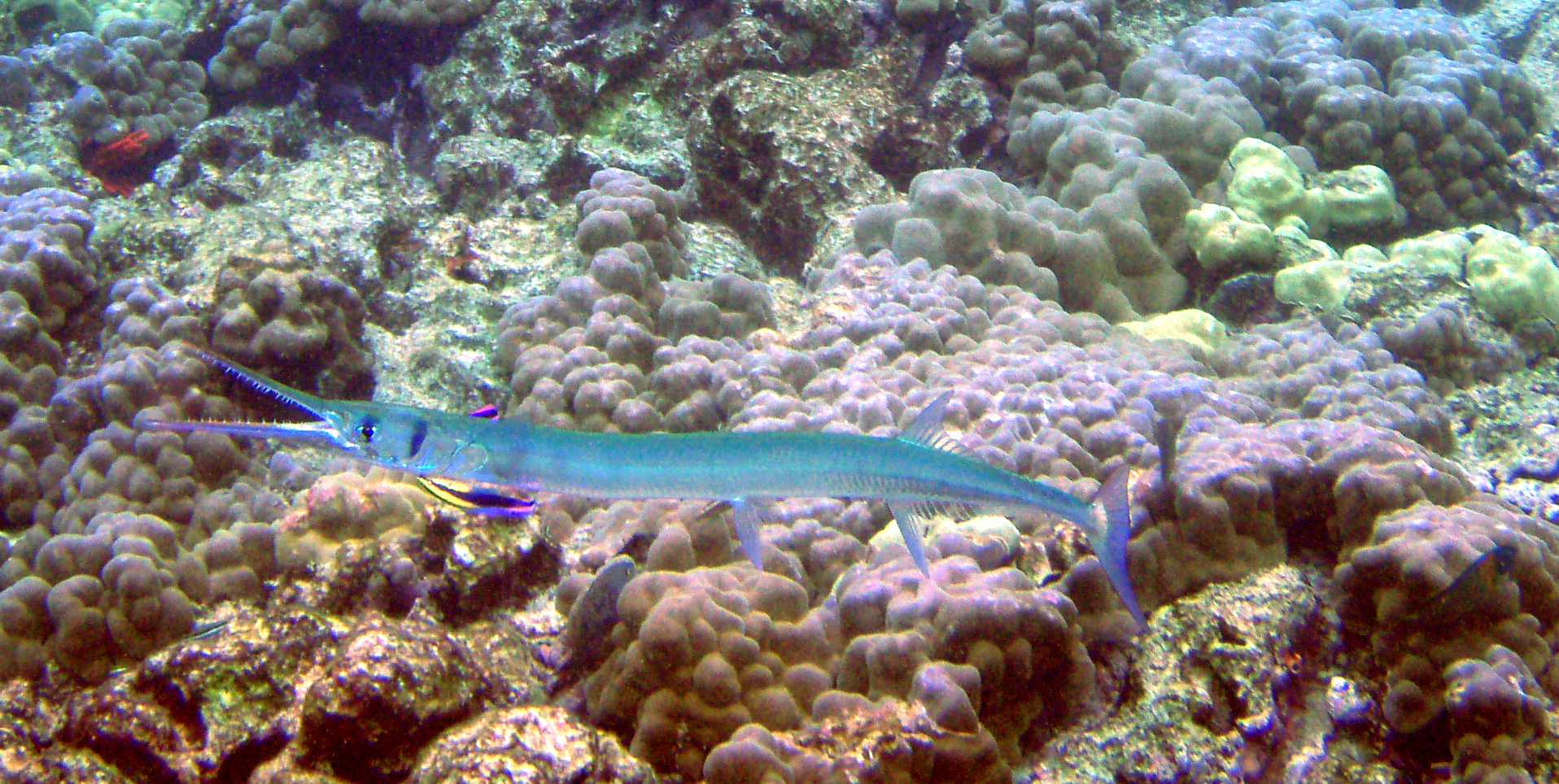
Un belònid és netejat per un Labroides phthirophagus, un peix netejador del Hawaii.

La simbiosi de neteja és una associació de benefici mutu (simbiosi) entre dues espècies, on un (el netejador) remou i menja paràsits i altres materials de la superfície de l'altre (client). La simbiosi de neteja és una pràctica molt difosa entre els peixos marins, on algunes espècies de mida petita de peix netejador, especialment làbrids, s'han especialitzat a alimentar-se exclusivament fent la neteja de peixos més grans i altres animals marins. Existeixen altres simbiosi de neteja entre aus i mamífers, i en altres grups.
El comportament de neteja va ser descrit per primera vegada per l'historiador grec Heròdot cap al 420 aC, encara que el seu exemple (aus netejant cocodrils) no és massa freqüent.
Els biòlegs han debatut sobre el paper de les simbiosi de neteja. Alguns creuen que la neteja representa un cas de cooperació desinteressada, essencialment un mutualisme pur. Altres, com ara Robert Trivers, sostenen que el mateix és un exemple d'egoisme mutu o altruisme recíproc. Altres consideren que el comportament de neteja és simplement una explotació unilateral, una forma de parasitisme.
També es fa trampa on o bé el netejador de vegades fa mal al seu client, o on espècies depredadores que imiten un netejador. El fer trampa i depredà és quelcom similar al mimetisme batesià, on un sírfid inofensiu imita una vespa picadora encara que amb els rols invertits. Alguns peixos netejadors genuïns, com ara gobis i làbrid, tenen els mateixos colors i patrons, en un exemple d'evolució convergent.